# Aqua (gebruikersomgeving)
Aqua is de naam van de grafische gebruikersomgeving dat gebruikt werd in Mac OS X en Mac OS X Server, besturingssystemen van Apple. De interface werd geïntroduceerd op de Macworld Conference & Expo te San Francisco in januari 2000. Aqua's eerste verschijning in een commercieel product was met de uitgave van iMovie 2 in juli 2000, waarbij de knoppen en schuifbalk het Mac OS X Aqua uiterlijk verkregen. In januari 2001 werd de vormgeving gebruikt bij iTunes.
De Aqua-gebruikersinterface bevat vele ronde vormen, lichte tinten, vloeiende bewegingen en transparante menu's. Hierdoor krijgt het hele besturingssysteem een zeer professioneel en consistent uiterlijk. Zoals de naam al aangeeft, was het Apples bedoeling de vormgeving te baseren op water.
Sinds de uitgave van OS X Yosemite, is het Aqua-thema geleidelijk verdwenen. De klassieke blauwe kleur van de knoppen is weliswaar nog steeds aanwezig, maar het gehele besturingssysteem heeft een transformatie ondergaan, waardoor het klassieke uiterlijk van Mac OS X is verdwenen en daarmee ook het Aqua-thema.